# Podolia

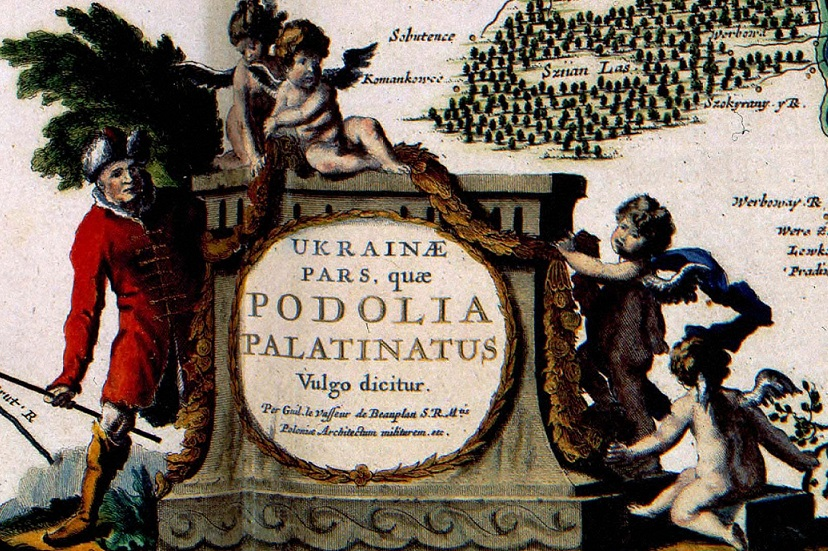
Tiêu đề đọc là tỉnh Podolia, bộ phận của Ukraina

Podolia hay Podilia (tiếng Ukraina: Поділля, đã Latinh hoá: Podillia, IPA: [poˈd⁽ʲ⁾ilʲːɐ]; tiếng Nga: Подолье, đã Latinh hoá: Podolye) là một khu vực lịch sử tại Đông Âu, nằm tại phần tây-trung và tây-nam của Ukraina và tại phần đông bắc của Moldova (tức phần phía bắc Transnistria).
Podolia bị bao quanh bởi sông Dniester và dãy núi Karpat. Diện tích khu vực là 40.000 kilômét vuông (15.000 dặm vuông Anh), có đặc trưng là một cao nguyên kéo dài và đất nông nghiệp màu mỡ. Các sông chính là Dniester và Nam Bug, đóng vai trò là các tuyến mậu dịch quan trọng.
Khu vực có lịch sử phong phú, có niên đại từ thời đồ đá mới, với nhiều bộ lạc và nền văn minh khác nhau từng chiếm lĩnh. Khu vực từng trở thành bộ phận của Vương quốc Galicia–Volhynia, Vương quốc Ba Lan, Đế quốc Ottoman, quân chủ Habsburg Áo, và Đế quốc Nga. Trong thế kỷ 20, Podolia trải qua nhiều biến động chính trị, Ba Lan và Liên Xô từng kiểm soát một bộ phận khu vực trong các thời điểm khác nhau.

## Từ nguyên
Tên gọi khu vực bắt nguồn từ tiếng Slav cổ po, nghĩa là "bên cạnh" và dol, "thung lũng".

## Địa lý
Khu vực này là một phần của Đồng bằng Đông Âu rộng lớn, được giới hạn bởi sông Dniester và vòng cung Karpat ở phía tây nam. Khu vực có diện tích khoảng 40.000 km², kéo dài 320 km từ tây bắc đến đông nam trên tả ngạn sông Dniester. Theo cùng một hướng là hai dãy đồi tương đối thấp, ngăn cách bởi sông Nam Bug. Vùng đất cao Podolia là một cao nguyên kéo dài, cao 144 m và trải dài từ sông Tây Bug và Nam Bug đến sông Dniester, và bao gồm các vùng núi với các thung lũng sông giống như hẻm núi.
Podolia nằm ở phía đông của Ruthenia Đỏ lịch sử, tức là nửa phía đông của Galicia, bên kia sông Seret, một nhánh của Dniester. Ở phía tây bắc, khu vực giáp với Volhynia. Khu vực phần lớn được tạo thành từ tỉnh Vinnytsia và miền nam và miền trung tỉnh Khmelnytskyi của Ukraina ngày nay. Vùng đất Podolia cũng bao gồm bộ phận của tỉnh Ternopil liền kề ở phía tây và tỉnh Kyiv ở phía đông bắc. Ở phía đông, nó bao gồm các phần lân cận của các tỉnh Cherkasy, Kirovohrad và Odesa, cũng như nửa phía bắc của Transnistria.
Hai con sông lớn chảy qua khu vực với nhiều phụ lưu: Dniester, tạo thành biên giới với Moldova và tàu có thể đi lại suốt chiều dài của nó, và Nam Bug chảy gần như song song với Dniester ở một thung lũng cao hơn, đôi khi có đầm lầy, bị các ghềnh làm gián đoạn ở một số nơi. Dniester tạo thành một kênh giao thương quan trọng trong các khu vực Mohyliv-Podilskyi, Zhvanets và các cảng sông Podolia khác.
Ở Podolia, loại 'đất đen' (chernozem) chiếm ưu thế, khiến nơi đây trở thành một khu vực nông nghiệp rất màu mỡ. Đầm lầy chỉ xuất hiện bên cạnh sông Nam Bug. Khí hậu ôn hòa chiếm ưu thế, với nhiệt độ trung bình tại Kamianets-Podilskyi là 9 °C (−4 °C vào tháng 1, 20 °C vào tháng 7).
Podolia do Nga cai trị vào năm 1906 có dân số ước tính là 3.543.700, bao gồm chủ yếu là người Ukraina. Các nhóm thiểu số đáng kể bao gồm người Ba Lan và người Do Thái, cũng như 50.000 người Romania, một số người Đức và một số người Armenia.
Các khu định cư chính bao gồm thủ phủ truyền thống Kamianets-Podilskyi, Vinnytsia, Khmelnytskyi, Rîbnița, Mohyliv-Podilskyi, Haisyn, Balta, Bar, Camenca, Yampil, Bratslav và Letychiv.
Podolia nổi danh với các loại rau quả như anh đào, dâu tằm, dưa, bí và dưa chuột.

## Lịch sử
Vùng đất này có loài người ít nhất là từ đầu thời đại đồ đá mới. Herodotus đề cập đến nơi đây như là trung tâm của người Alazones Hy Lạp-Scythia  và có thể cả người Neuri Scythia. Sau đó, người Dacia và người Getae đến. Người La Mã để lại dấu vết về quyền cai trị của mình qua bức tường Trajan, trải dài qua các khu hiện tại là Kamianets-Podilskyi, Nova Ushytsia và Khmelnytskyi.
Trong Giai đoạn Di cư lớn, nhiều dân tộc đi qua lãnh thổ này hoặc định cư tại đây một thời gian, để lại nhiều dấu vết trong các di tích khảo cổ học. Nestor trong Biên niên sử sơ cấp có đề cập đến bốn bộ tộc rõ ràng là người Slav: người Buzhan và Dulebe dọc theo sông Nam Bug, và người Tivertsi và Ulich dọc theo sông Dniester. Người Avar xâm chiếm khu vực vào thế kỷ thứ 7. Sau đó, người Bolokhoveni chiếm cùng một lãnh thổ vào thế kỷ 13.

### Vương quốc Ruthenia và Ba Lan
Thân vương Oleg xứ Novgorod mở rộng quyền cai trị của mình trên lãnh thổ này, gọi là Ponizie, hay "vùng đất thấp". Những vùng đất thấp này sau đó trở thành một phần của các thân vương quốc Volhynia, Kyiv và Galicia của Rus Kyiv. Vào thế kỷ 13, Bakota đóng vai trò là trung tâm chính trị và hành chính. Trong thời gian đó, quân Mông Cổ đã cướp bóc Ponizie; Hoàng tử Algirdas (Olgierd) của Đại công quốc Litva giải phóng khu vực khỏi sự cai trị của người Mông Cổ sau chiến thắng trước Kim Trướng hãn quốc trong Trận chiến Nước Xanh năm 1362, sáp nhập nó vào lãnh thổ của mình dưới tên Podolia, có nghĩa tương tự như Ponizie. Ba Lan thuộc địa hóa bắt đầu vào thế kỷ 14.

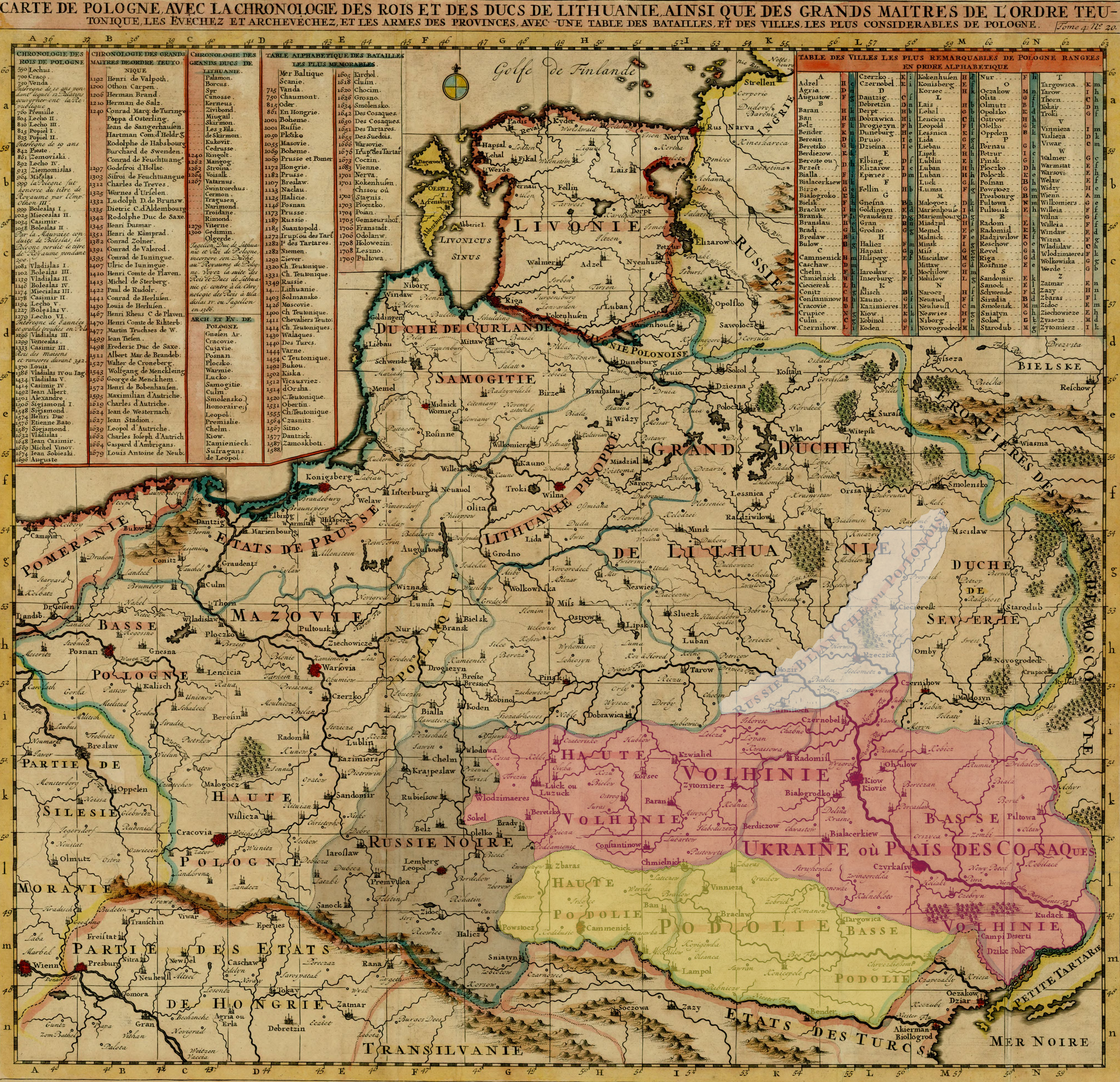
Podolia (Podolie) màu vàng trong một bản đồ của nhà lập bản đồ người Pháp Henri Chatelain vào năm 1712. Ruthenia Trắng màu trắng, Ruthenia Đen màu đen, và Volhynia màu đỏ.

Sau cái chết của Hoàng tử Litva Vytautas (Vitovt) vào năm 1430, Podolia được hợp nhất thành tỉnh Podolia của Vương quốc Ba Lan, ngoại trừ phần phía đông của nó là tỉnh Bratslav, vẫn thuộc về Litva cho đến khi hợp nhất với Ba Lan trong Liên minh Lublin năm 1569. Từ năm 1672, Podolia trở thành một phần của Đế quốc Ottoman, khi đó nó được gọi là tỉnh (eyalet) Podolia. Trong thời gian này, khu vực là một tỉnh, với trung tâm là Kamaniçe, và được chia thành các sanjak (khu) Kamaniçe, Bar, Mejibuji và Yazlovets (Yazlofça). Khu vực trở lại quyền thống trị của Ba Lan vào năm 1699 theo Hiệp ước Karlowitz. Người Ba Lan giữ lại Podolia cho đến khi đất nước của họ bị phân chia vào năm 1772 và 1793, khi chế độ quân chủ Habsburg của Áo và Đế quốc Nga lần lượt sáp nhập các phần phía tây và phía đông.

### Đế quốc Áo và Nga

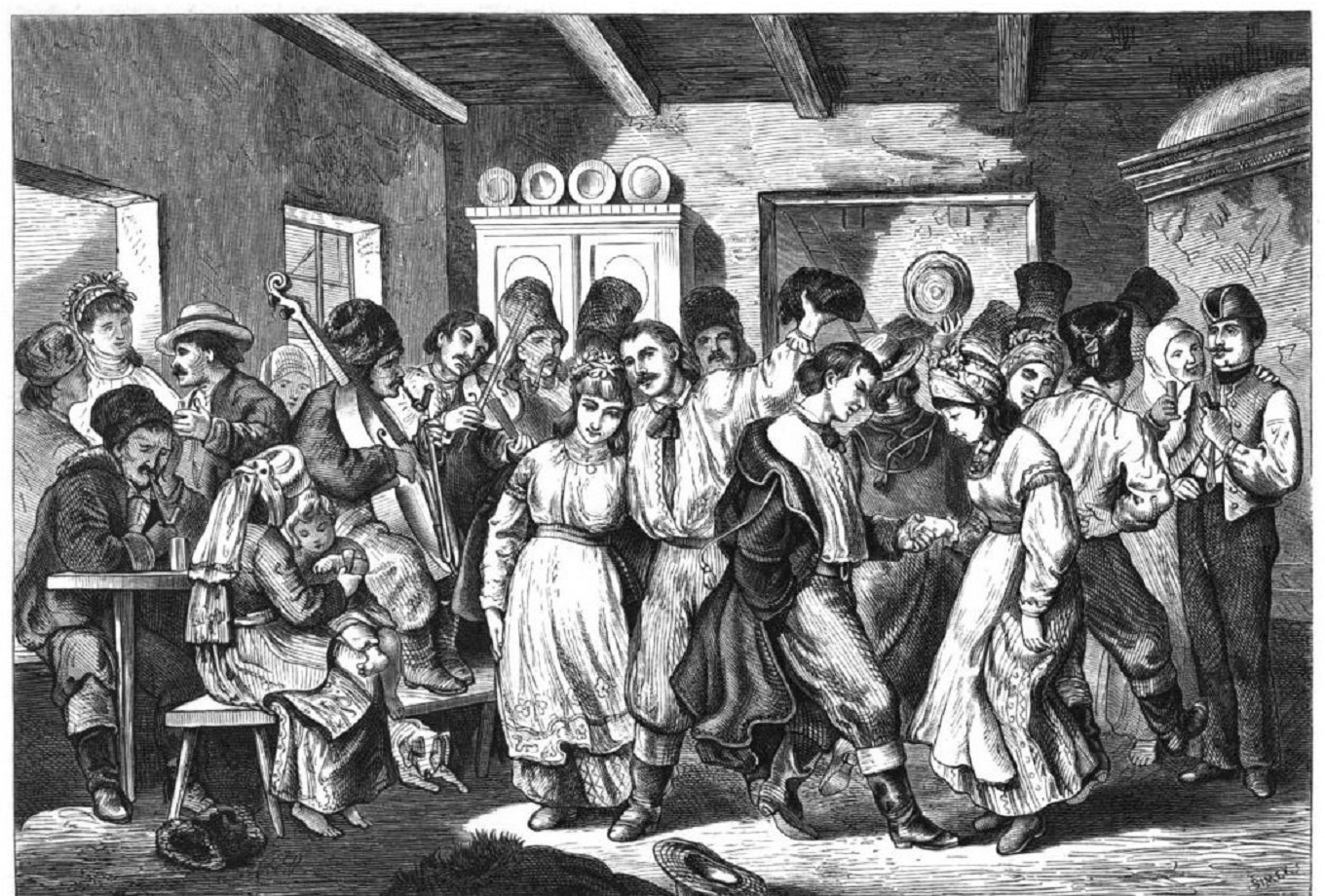
Người Podolia, trước 1878

Từ năm 1793 đến năm 1917, một phần của khu vực là tỉnh Podolia (tiếng Nga: Подольская губерния [Podol'skaja gubernija]; tiếng Ukraina: Подільська губернія [Podil's'ka hubernija]) ở tây nam Nga giáp với Áo qua sông Zbruch và với Bessarabia qua sông Dniester. Diện tích của nó là 36.910 km².
Vào năm 1772, khi diễn ra phân chia Ba Lan lần một, Nhà Habsburg của Áo đã nắm quyền kiểm soát một phần nhỏ của Podolia ở phía tây sông Zbruch (đôi khi còn được gọi là "Nam Podolia") xung quanh Borschiv, thuộc tỉnh Ternopil ngày nay. Vào thời điểm này, Hoàng đế Joseph II từng đi tham quan khu vực này, rất ấn tượng trước sự màu mỡ của đất đai và rất lạc quan về triển vọng tương lai của nó. Ba Lan biến mất với tư cách là một quốc gia trong phân chia lần thứ ba vào năm 1795 nhưng giới quý tộc Ba Lan vẫn tiếp tục duy trì quyền kiểm soát địa phương ở cả phía đông và phía tây Podolia đối với một bộ phận nông dân chủ yếu là người Ukraina, những người có nét tương đồng với những người Đông Slav khác đã chịu sự cai trị của chế độ quân chủ Habsburg. Điều này xuất hiện trong một cuốn sách năm 1772 của Adam F. Kollár và được sử dụng như một lập luận ủng hộ việc Nhà Habsburg thôn tính.
Vùng Ternopil (Tarnopol) ở phía tây Podolia bị Nga chiếm một thời gian ngắn vào năm 1809 nhưng được trả lại cho Áo cai trị vào năm 1815. Trong Đế quốc Áo, phía tây Podolia là một phần của Vương quốc Galicia và Lodomeria. Đến năm 1867 với sự hình thành của Áo-Hung, thể chế này trở thành một đơn vị tự trị do dân tộc Ba Lan quản lý dưới quyền quân chủ của Áo. Vào cuối thế kỷ 19 và đầu thế kỷ 20, Podolia của Áo đã chứng kiến một cuộc di cư quy mô lớn của cư dân nông dân đến miền tây Canada.

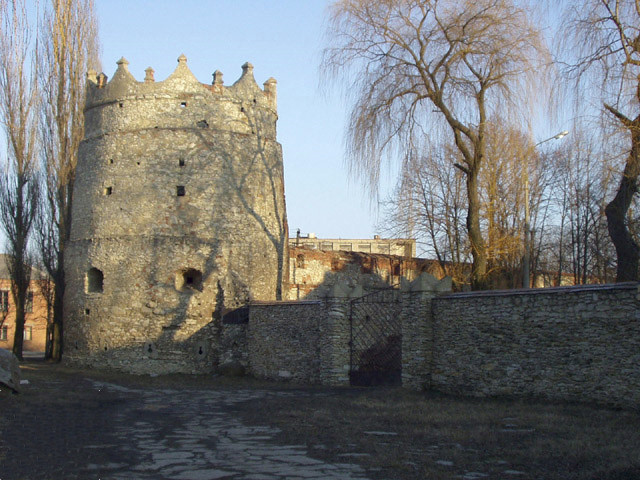
Pháo đài trung cổ tại Letychiv.

Đối với cộng đồng Do Thái ở Podolia, Haskalah hoặc Sự khai sáng của người Do Thái đã tiếp cận đến vào thế kỷ 19, do người Do Thái từ Tây Âu giới thiệu. I A. Bar-Levy (Weissman), tác giả của " Sách Yizkor" nói về Podolia: "Nó chấm dứt sự tách biệt về văn hóa của người Do Thái với thế giới xung quanh. Người Do Thái bắt đầu học khoa học và ngôn ngữ hiện đại, đọc văn học thế giới và tham gia vào đời sống văn hóa của các quốc gia mà họ sống." Cũng giống như trường hợp ở các khu vực khác của Ba Lan cũ, người Do Thái bắt đầu học ngôn ngữ của đất nước họ sinh sống và viết về các chủ đề thế tục. Các tác giả của Haskalah ở Podolia bao gồm: nhà tiên phong Isaac Satanow (1733–1805), Menachim Mendel Lapin, tác giả và dịch giả, Ben-Ami (Mordecai Rabinowitz), người viết bằng tiếng Nga, và nhiều người khác.

### Giữa Ba Lan và Liên Xô
Với sự sụp đổ của Áo-Hung sau Chiến tranh thế giới thứ nhất vào tháng 11 năm 1918, miền tây Podolia được đưa vào Cộng hòa Nhân dân Tây Ukraina, nhưng nằm dưới sự kiểm soát của Ba Lan vào năm 1919, điều này đã được xác nhận trong thỏa thuận Ba Lan-CHND Ukraina vào tháng 4 năm 1920. Podolia do Liên Xô chiếm đóng một thời gian ngắn vào năm 1920 trong quá trình Chiến tranh Ba Lan-Liên Xô. Trong cùng một cuộc chiến, Ba Lan chiếm đóng một thời gian ngắn phía đông Podolia vào năm 1919 và một lần nữa vào năm 1920. Sau Hòa ước Riga, quyền kiểm soát của Ba Lan đối với phía tây Podolia được Liên Xô công nhận. Liên Xô giữ lại phía đông Podalia. Có những cuộc tàn sát trong thời kỳ này.
Tại Ba Lan từ năm 1921 đến năm 1939, phía tây Podolia là một phần của tỉnh Tarnopol. Đông Podolia thuộc Cộng hòa xã hội chủ nghĩa Xô viết Ukraina, và từ năm 1922 đến 1940 phần phía tây nam thành lập Cộng hòa xã hội chủ nghĩa Xô viết tự trị Moldavia.
Năm 1927, có một cuộc nổi dậy lớn của nông dân và công nhân nhà máy ở Mohyliv-Podilskyi, Kamianets-Podilskyi, Tiraspol và các thành phố khác của miền nam Ukraina chống lại chính quyền Xô Viết. Quân đội từ Moskva được gửi đến khu vực và đàn áp tình trạng bất ổn, khiến khoảng 4.000 người thiệt mạng, theo các phóng viên Hoa Kỳ được cử đến để đưa tin về cuộc nổi dậy, nhưng vào thời điểm đó đã bị báo chí chính thức của Điện Kremlin phủ nhận hoàn toàn.
Năm 1939, sau khi ký kết Hiệp ước Molotov–Ribbentrop giữa Đức Quốc xã và Liên Xô và cuộc xâm lược Ba Lan của Liên Xô vào ngày 17 tháng 9 năm 1939, khu vực này trở thành một phần của Ukraina thuộc Liên Xô. Nhiều cư dân địa phương đã bị trục xuất đến các trại lao động. Sau cuộc xâm lược của Đức vào Liên Xô năm 1941, phần lớn Podolia bị Đức Quốc xã chiếm đóng và sáp nhập vào Reichskommissariat Ukraina. Khu vực Podolia giữa sông Nam Bug bên dưới Vinnytsia và sông Dniester bị Romania chiếm đóng như một phần của Transnistria.
Năm 1944, Liên Xô giành lại Podolia và vào năm 1945, khi biên giới phía đông của Ba Lan chính thức được phân định lại dọc theo đường Curzon, toàn bộ Podolia vẫn thuộc Cộng hòa Xã hội Chủ nghĩa Xô viết Ukraina. Hầu hết người Ba Lan và người Do Thái còn lại chạy trốn hoặc bị trục xuất sang Cộng hòa Nhân dân Ba Lan.

## Văn hóa
Truyền thống vẽ biểu tượng dân gian của Podillia nổi tiếng ở Ukraina. Biểu hiện của nó là những tường biểu tượng ngôi nhà dài được vẽ trên vải bạt vào cuối thế kỷ 19 đầu thế kỷ 20. Màu đỏ, xanh lá cây và vàng chiếm ưu thế, khuôn mặt của các vị thánh dài hơn một chút, đôi mắt giống như quả hạnh nhân. Trên những họa tường biểu tượng này, những vị thánh gia đình đáng tôn kính nhất được vẽ. Các bộ sưu tập biểu tượng dân gian của Podillya thuộc sở hữu của Bảo tàng Nghệ thuật Vinnytsya và Bảo tàng Biểu tượng Gia đình Ukraina trong Lâu đài Radomysl.

## Hình ảnh

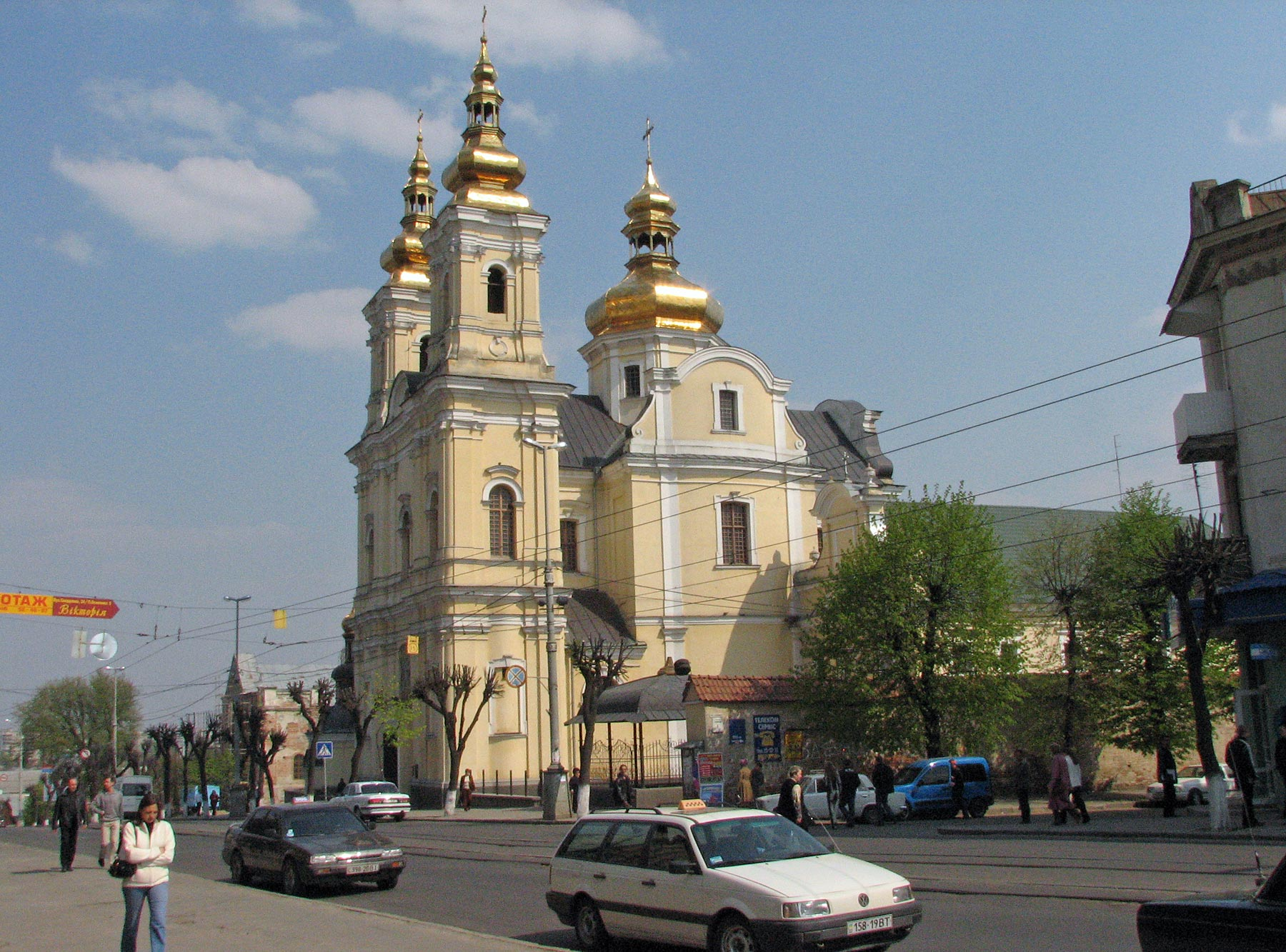
Vinnytsia
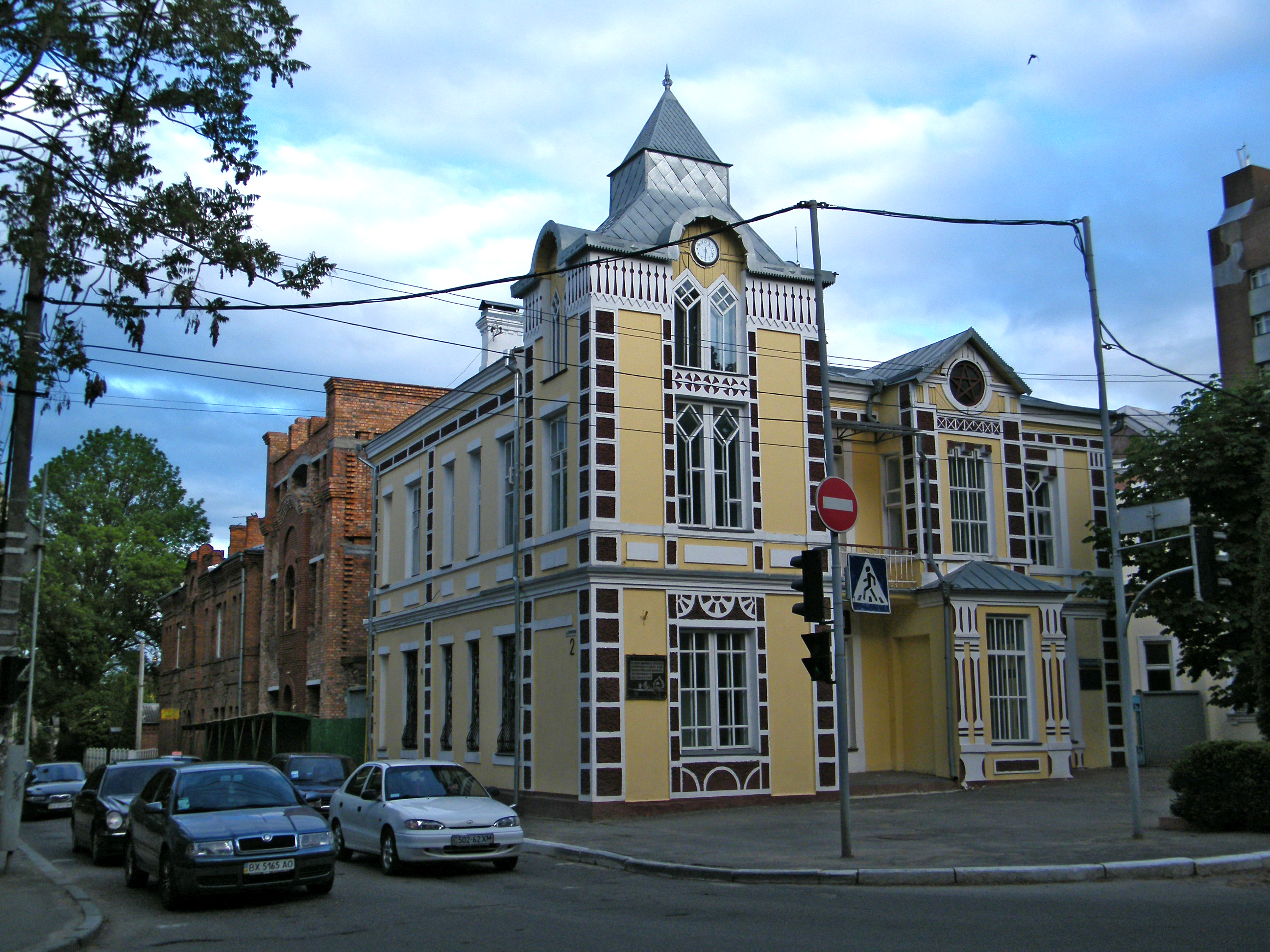
Khmelnytskyi
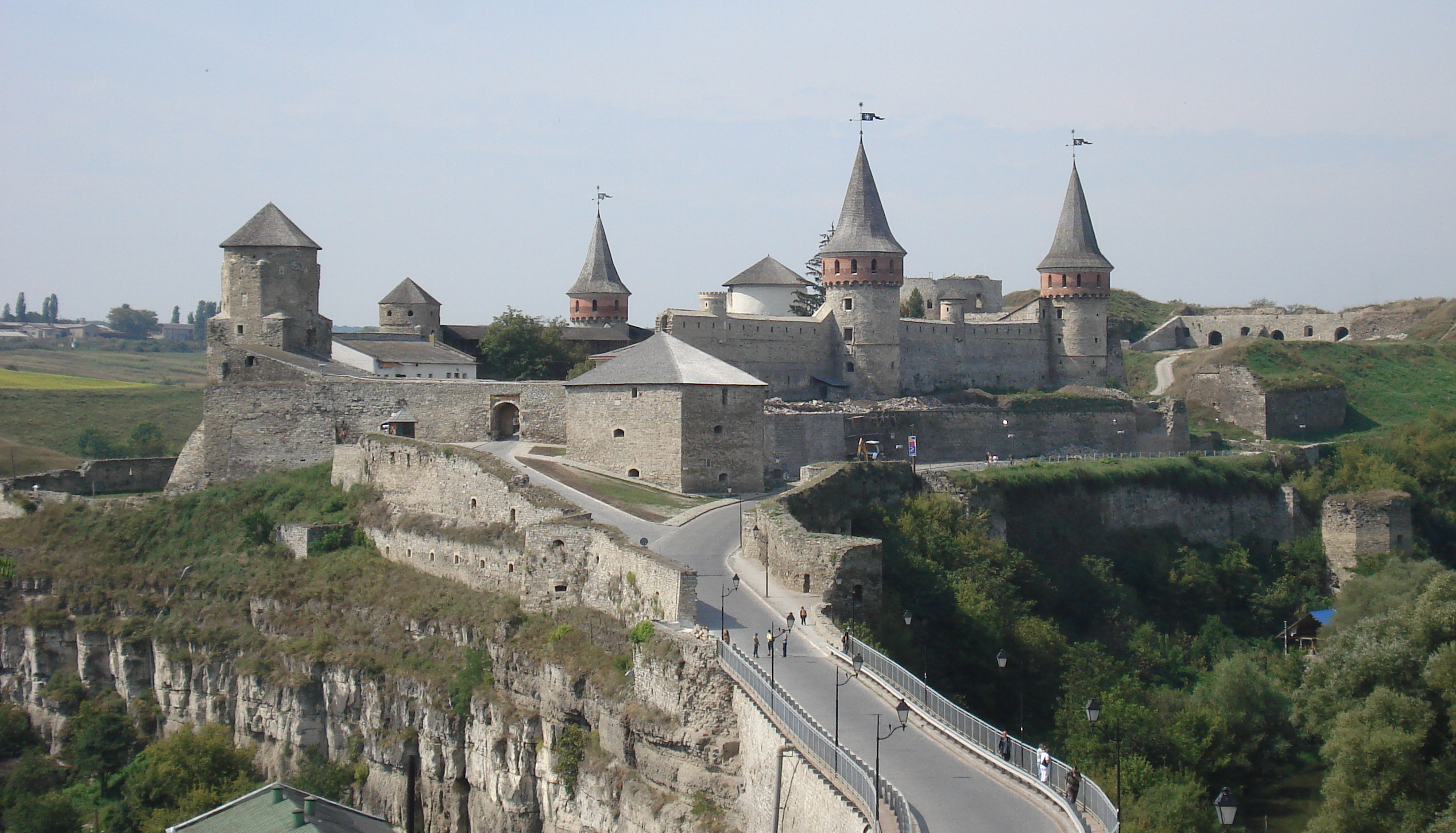
The fortress of Kamianets-Podilskyi
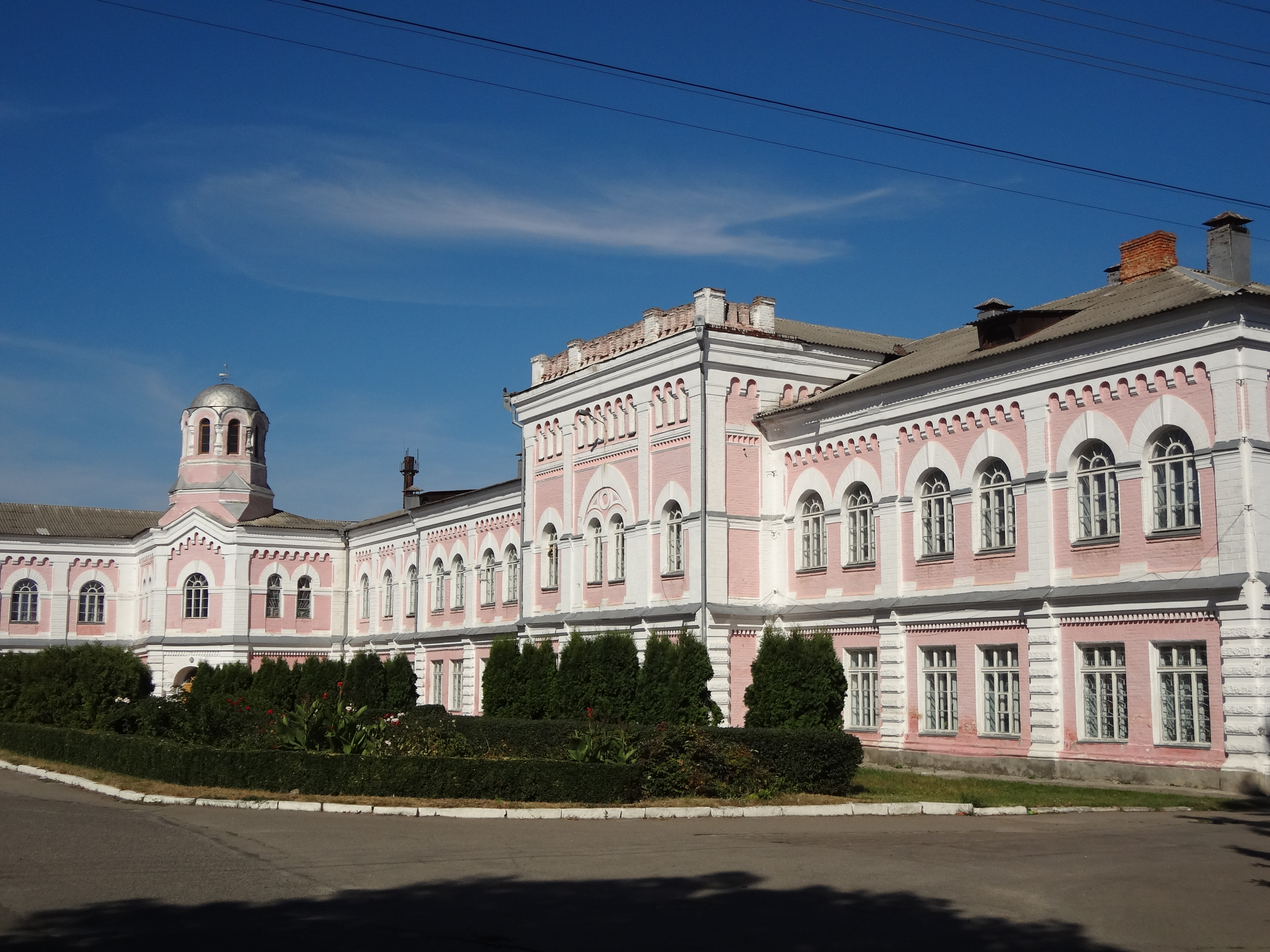
Tòa nhà chính của Đại học Trồng trọt Quốc gia Uman
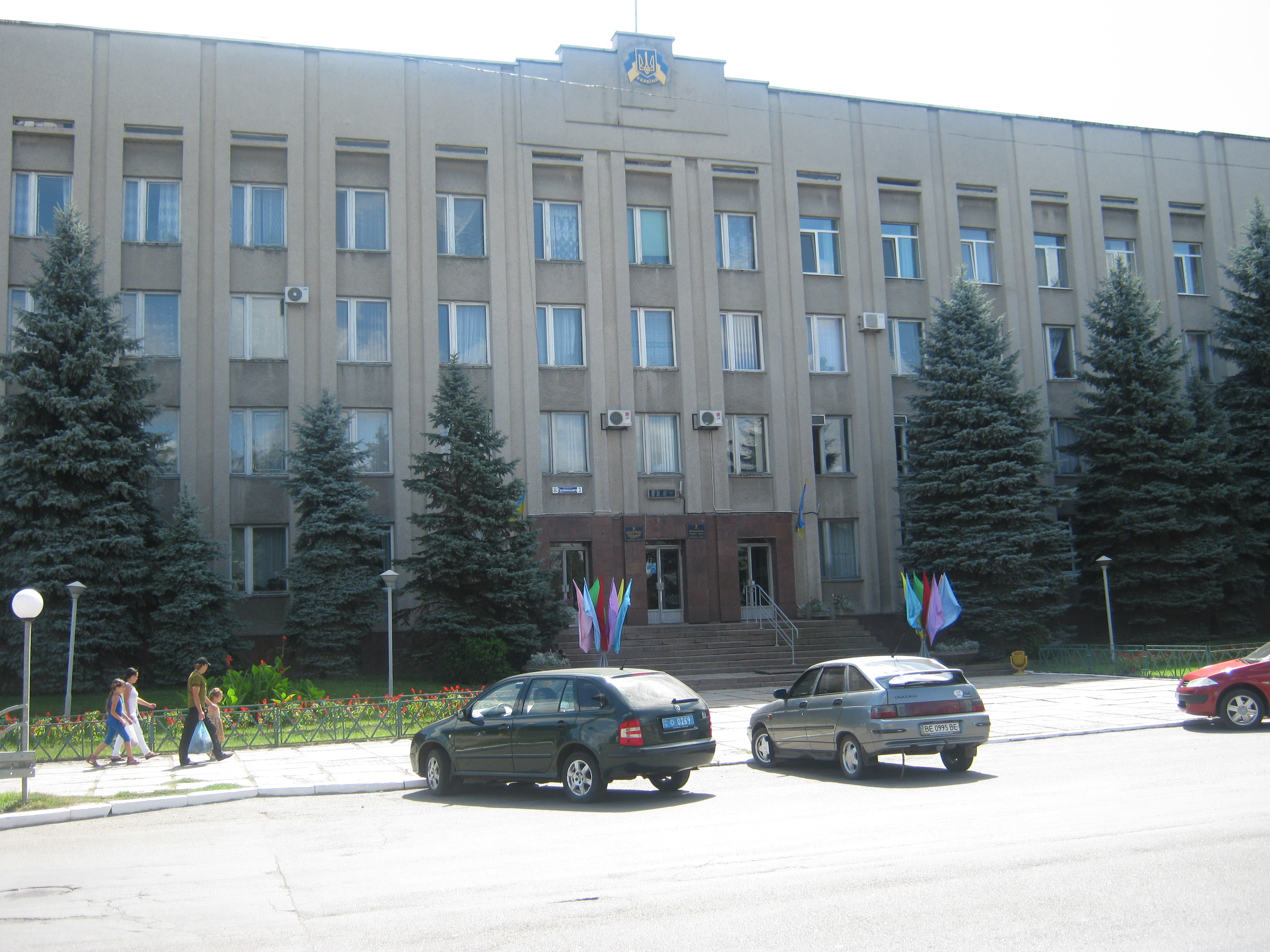
Hội đồng thành phố Pervomaisk
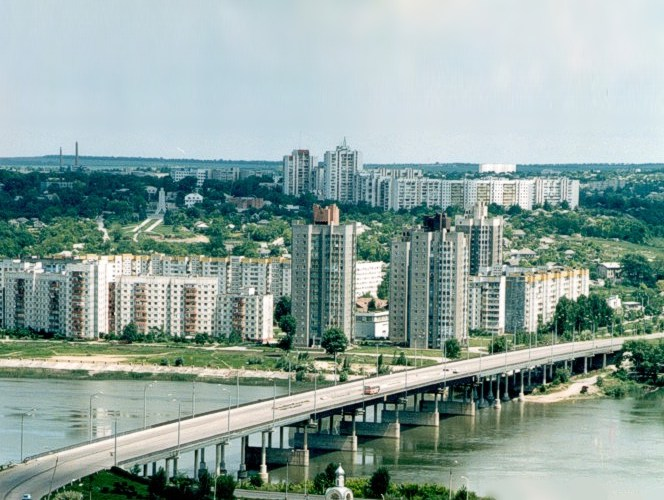
Rîbnița nhìn qua sông Dniester
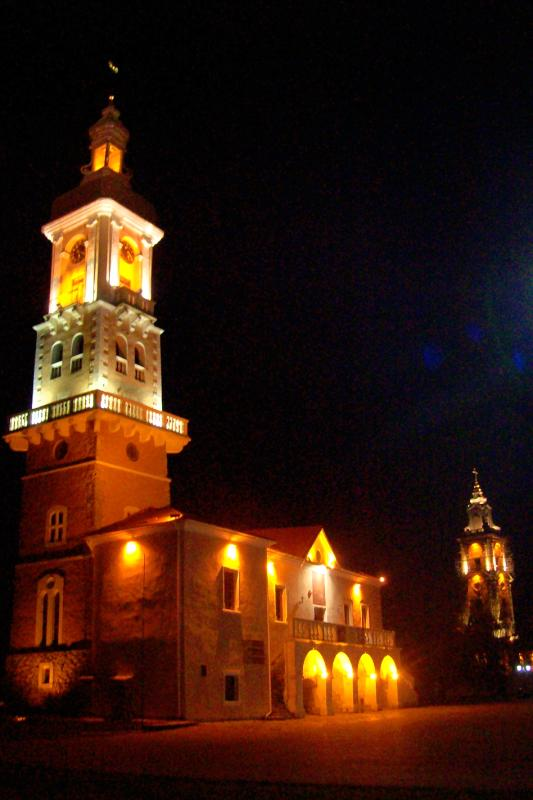
Hội đồng thành phố Kamianets-Podilskyi vào ban đêm
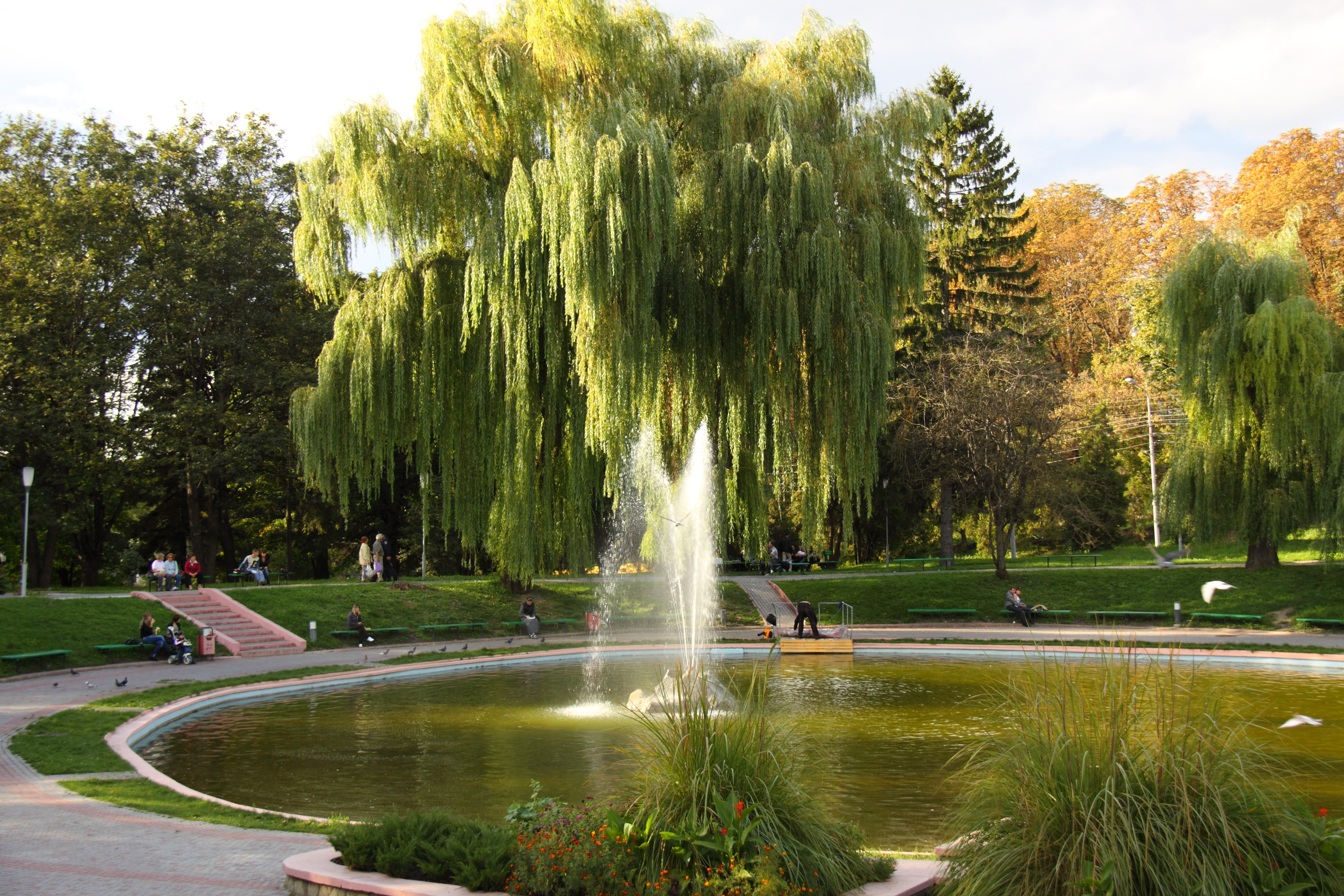
Một công viên gần khu phố cổ của Kamianets-Podilskyi
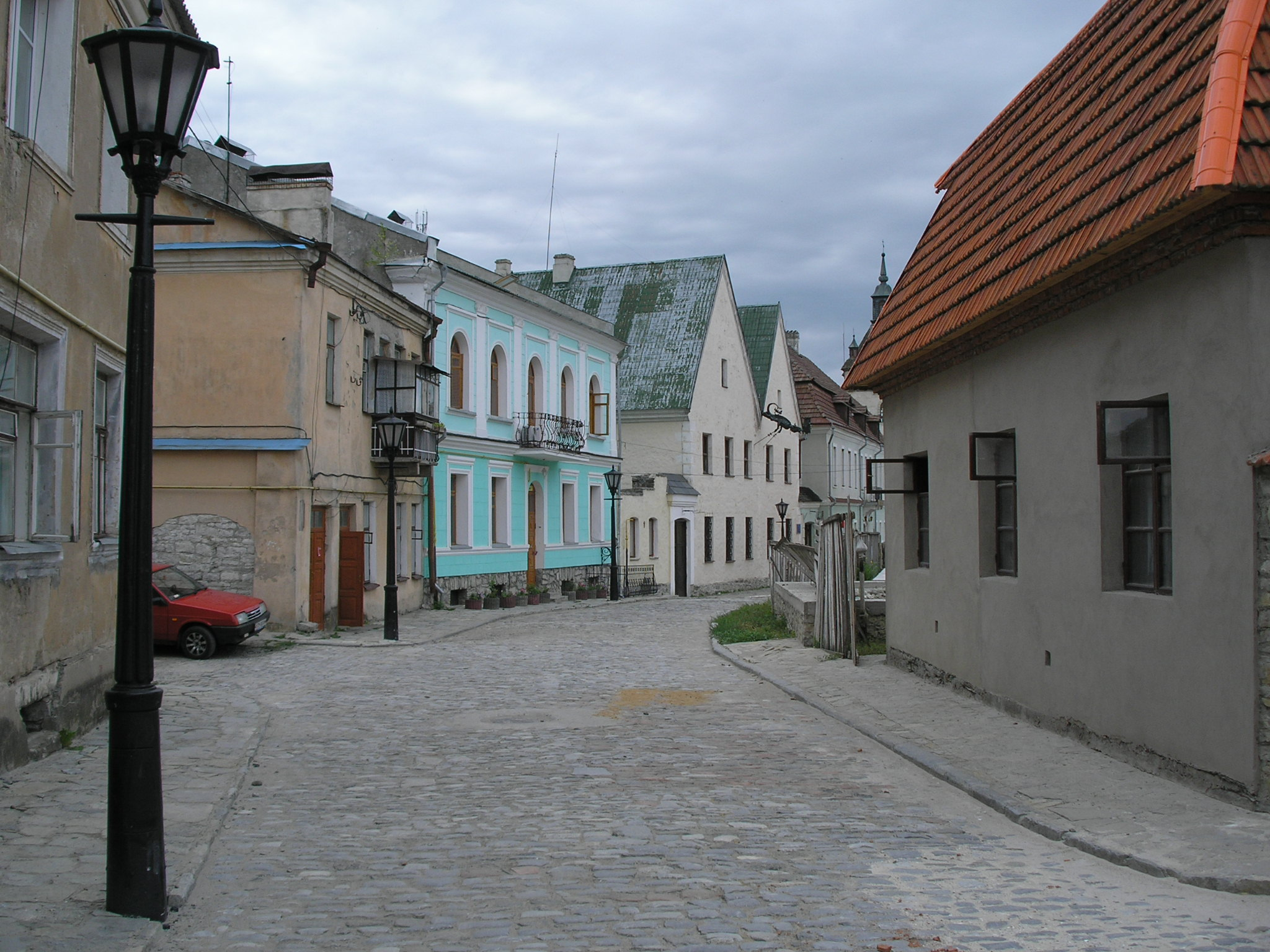
Một con phố cổ trong khu phố cổ của Kamianets-Podilskyi.
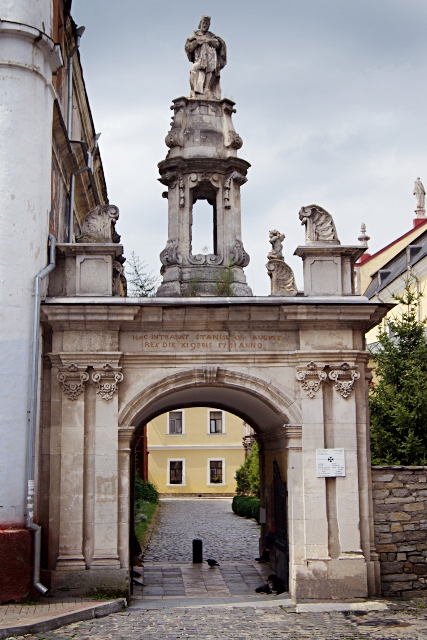
Khải hoàn môn ở Kamianets-Podilskyi
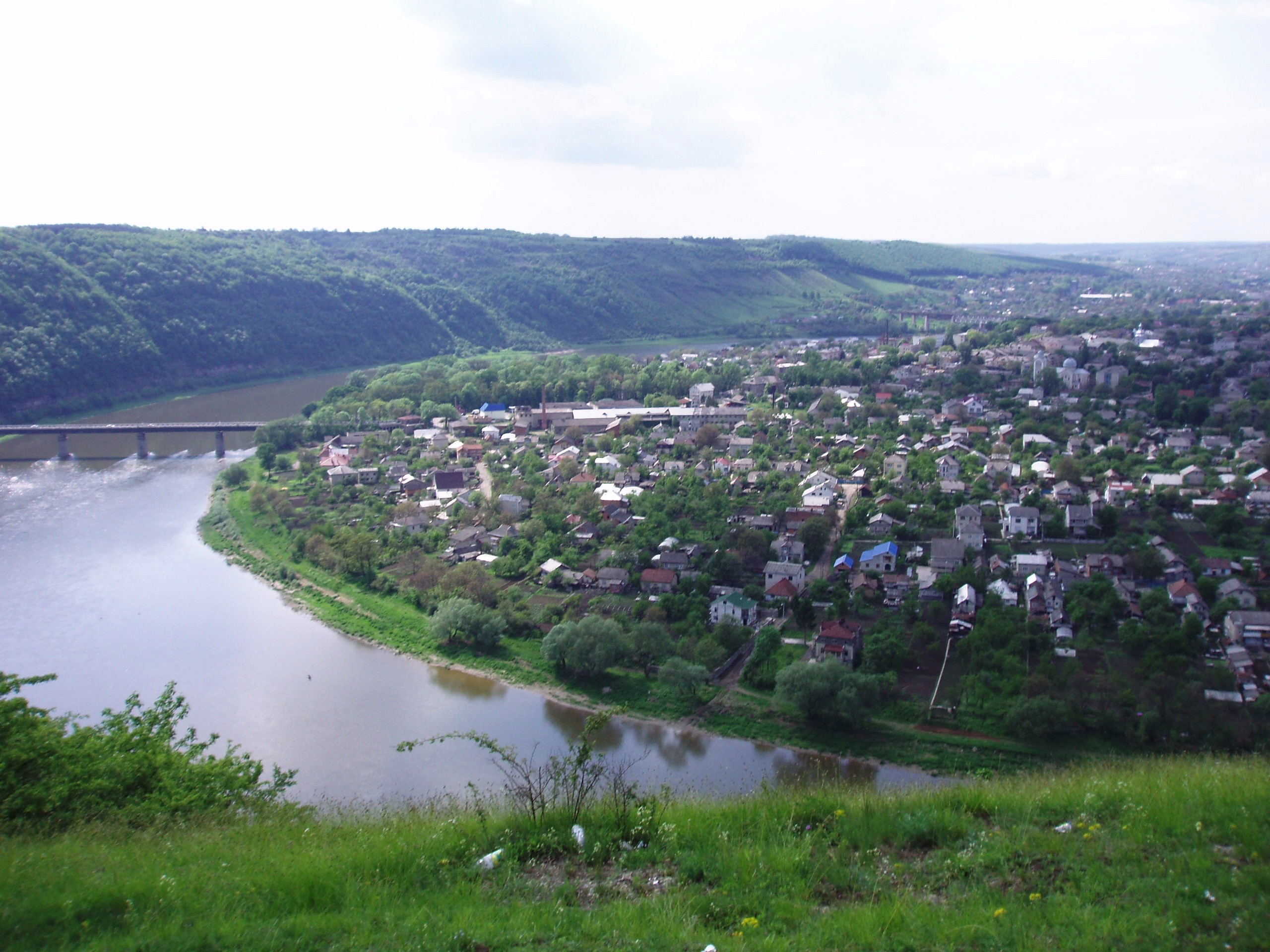
Zalishchyky